# 최영필
최영필(崔映弼, 1974년 5월 13일 ~ )은 전 KBO 리그 KIA 타이거즈의 투수이자, 현 용인예술과학대학교 야구부의 감독이다. 그의 동생은 전 KBO 리그 KIA 타이거즈의 투수인 최영완이다.

## 선수 시절

### 한국 프로야구 시절

#### 현대 유니콘스시절
경희대학교 체육학과를 졸업하고 1차 지명을 받아 입단하였다. 데뷔 전에서 구원승을 거뒀으나 큰 활약을 보여주지 못했다.

#### 한화 이글스시절
2001년 6월 16일 투수 김홍집과 함께 트레이드됐다. 당시 트레이드 상대는 한화 이글스의 좌완 투수였던 이상열이었다. 가장 성적이 좋았던 때는 8승을 거뒀던 2005년이었고 그 해 준플레이오프 MVP를 수상했다.

### 일본 독립야구 시절

#### 서울 해치시절
2010년 시즌 후 FA를 선언했으나 노쇠한 기량과 많은 나이, 보상 규정 등으로 외면받고 미계약 FA가 돼 2011년에는 리그에서 뛸 수 없었다. 은퇴한 포수 이도형과 달리 현역 생활을 계속하겠다는 의사를 밝혀 은퇴하지 않고 멕시코 리그 팀 이적을 추진했지만 실패했다. 어쩔 수 없이 일본 간사이 독립 리그에서 잠시 활동했다.

### 한국 프로야구 복귀

#### SK 와이번스시절
2012년 한화 이글스가 보상 규정을 풀었고, 2012년 1월 5일에 이적했다. 2012년에는 46경기에 중간 계투로 등판해 제 몫을 다했지만 2013년에는 구위를 회복하지 못하고 7월 이후에는 1군에 오르지 못했다.
시즌 후 팀에서는 그에게 코치직을 제안했지만 여전히 현역을 고집했다. 결국 그는 2013년 11월 26일 보류 선수 명단에서 제외돼 팀을 떠났다.

#### KIA 타이거즈시절
방출 후 경희대학교 야구부에서 인스트럭터로 잠시 활동하며 기회를 계속 모색한 끝에 입단 테스트를 받아 2014년 3월 20일 동생이 뛰었던 팀에서 육성 선수로 계약하며 선수 생활을 이어갔고, 2014년 6월 1일에 1군에 복귀해 홀드를 기록했다.
2015년에는 팀 불펜의 중심이 됐다. 2017년 6월에 은퇴했다.

## 야구선수 은퇴 후
2017년 6월부터 KIA 타이거즈의 전력분석원으로 활동했고, 2018년부터 kt 위즈의 잔류군 투수코치로 활동했다.
2022년 6월 14일에 용인예술과학대학교 야구부 감독으로 선임됐다.

## 에피소드
- 데뷔 첫 시즌을 마치고 일찍 결혼[3]한 그는 현재 제물포고등학교에 재학 중인 자신의 아들이 2015년 드래프트에서 지명되면 아들과 함께 현역에서 뛰는 것이 목표라고 늘 밝혔다. 아들이 부상을 당해 어떤 구단의 지명도 받지 못해 무산되는 듯 했으나 아들이 경희대에 진학했다. 2017년에 은퇴를 선언하며 꿈을 이루지 못하게 됐다.

## 출신 학교
- 수원신곡초등학교
- 수원북중학교
- 유신고등학교
- 경희대학교

## 통산 기록
| 연도 | 팀     | 평균자책점 | 경기 | 완투 | 완봉 | 승 | 패 | 세 | 홀 | 승률  | 타자 | 이닝   | 피안타 | 피홈런 | 볼넷 | 사구 | 탈삼진 | 실점 | 자책점 |
| ---- | ------ | ---------- | ---- | ---- | ---- | -- | -- | -- | -- | ----- | ---- | ------ | ------ | ------ | ---- | ---- | ------ | ---- | ------ |
| 1997 | 현대   | 4.88       | 34   | 0    | 0    | 4  | 10 | 0  | 0  | 0.286 | 462  | 101.1  | 95     | 14     | 73   | 3    | 79     | 63   | 55     |
| 1998 | 현대   | 5.19       | 11   | 0    | 0    | 0  | 1  | 0  | 0  | 0.000 | 78   | 17.1   | 22     | 4      | 6    | 0    | 9      | 11   | 10     |
| 1999 | 현대   | 5.58       | 40   | 0    | 0    | 3  | 4  | 1  | 0  | 0.429 | 404  | 88.2   | 106    | 13     | 37   | 8    | 53     | 60   | 55     |
| 2000 | 현대   | 4.35       | 7    | 0    | 0    | 0  | 0  | 0  | 1  | 0.000 | 41   | 10.1   | 9      | 2      | 3    | 0    | 9      | 5    | 5      |
| 2001 | 한화   | 5.48       | 20   | 0    | 0    | 4  | 4  | 2  | 0  | 0.500 | 299  | 67.1   | 64     | 7      | 36   | 2    | 43     | 43   | 41     |
| 2002 | 한화   | 7.77       | 14   | 0    | 0    | 0  | 0  | 1  | 0  | 0.000 | 110  | 22     | 31     | 3      | 14   | 2    | 21     | 20   | 19     |
| 2003 | 한화   | 6.86       | 13   | 1    | 0    | 1  | 3  | 0  | 0  | 0.250 | 201  | 42     | 50     | 6      | 20   | 4    | 26     | 33   | 32     |
| 2004 | 한화   | 4.14       | 14   | 0    | 0    | 0  | 3  | 1  | 0  | 0.000 | 156  | 37     | 39     | 5      | 9    | 3    | 27     | 18   | 17     |
| 2005 | 한화   | 2.89       | 40   | 0    | 0    | 8  | 8  | 5  | 0  | 0.500 | 469  | 112    | 109    | 9      | 30   | 6    | 72     | 41   | 36     |
| 2006 | 한화   | 3.05       | 30   | 0    | 0    | 2  | 3  | 0  | 11 | 0.400 | 162  | 38.1   | 34     | 4      | 14   | 3    | 34     | 13   | 13     |
| 2007 | 한화   | 4.33       | 33   | 0    | 0    | 5  | 5  | 2  | 1  | 0.500 | 442  | 99.2   | 120    | 7      | 39   | 4    | 48     | 50   | 48     |
| 2008 | 한화   | 4.73       | 36   | 0    | 0    | 7  | 8  | 0  | 3  | 0.467 | 384  | 85.2   | 98     | 4      | 38   | 3    | 48     | 50   | 45     |
| 2009 | 한화   | 10.18      | 13   | 0    | 0    | 0  | 2  | 0  | 0  | 0.000 | 103  | 20.1   | 31     | 4      | 11   | 0    | 11     | 23   | 23     |
| 2010 | 한화   | 7.45       | 21   | 0    | 0    | 1  | 4  | 1  | 0  | 0.200 | 260  | 54.1   | 84     | 13     | 22   | 3    | 26     | 46   | 45     |
| 2012 | SK     | 4.58       | 46   | 0    | 0    | 2  | 1  | 0  | 5  | 0.667 | 215  | 53     | 52     | 7      | 10   | 2    | 40     | 27   | 27     |
| 2013 | SK     | 6.23       | 22   | 0    | 0    | 0  | 0  | 1  | 3  | 0.000 | 84   | 17.1   | 24     | 2      | 8    | 1    | 11     | 15   | 12     |
| 2014 | KIA    | 3.19       | 40   | 0    | 0    | 4  | 2  | 0  | 14 | 0.667 | 228  | 53.2   | 52     | 6      | 15   | 1    | 45     | 25   | 19     |
| 2015 | KIA    | 2.86       | 59   | 0    | 0    | 5  | 2  | 0  | 10 | 0.714 | 247  | 63     | 57     | 8      | 8    | 2    | 51     | 23   | 20     |
| 2016 | KIA    | 3.61       | 54   | 0    | 0    | 4  | 3  | 2  | 10 | 0.571 | 249  | 57.1   | 74     | 6      | 8    | 3    | 54     | 26   | 23     |
| 통산 | 19시즌 | 4.71       | 547  | 1    | 0    | 50 | 63 | 16 | 58 | 0.442 | 4594 | 1040.2 | 1151   | 124    | 401  | 50   | 707    | 592  | 545    |